# Rádosi erődtemplom
A rádosi erődtemplom egy szász evangélikus erődtemplom Romániában, Brassó megyében. A falu északnyugati részén, dombon áll. Építése a 14. századra tehető, a 16. század elején átépítették és megerősítették, és ekkor emelték kerítőfalát is. A szászok kivándorlásával az elhagyatott templom romos állapotba került, 2016-ban tornyának egy része leomlott. A romániai műemlékek jegyzékében a BV-II-a-A-11766 sorszámon szerepel.

## Története
Rádost 1356-ban említik legelőször, gótikus stílusú temploma pedig a 14. századra datálható. A kezdetben katolikus templomot Keresztelő Jánosnak dedikálták. A török fenyegetettségre való tekintettel 1494-ben kezdték meg kettős erődítményének építését (ehhez Nagyszeben is pénzt adományozott), ezzel párhuzamosan a templomépületet is átalakították és megerősítették: harangtornyát alacsonyabbra építették át, ablakait lőrésekké alakították és vastagabb falakkal ellenállóbbá tették a támadókkal szemben. A templomhajó falai is két méternél vastagabbak lettek, és szintén kaptak védemeletet és kiugró, konzolos védőfolyosókat, hasonlóan a 7,3 × 5 méteres szentélyhez. Ez idő tájt épült a sekrestye is a szentély északi oldalán, festett ajtaján az 1526-os évszám olvasható.
A 16. század közepén az erdélyi szászok a reformáció hatására evangélikusok lesznek, és így a templom is katolikusból evangélikussá vált.
1700-ban fából készült galériákat helyeztek el a teremben, a karzatokat festményekkel díszítették, többek között a rádosi templomvár ábrázolása is látható. A külső sekrestyeajtón 1729-es, a karzatok északi és déli oldalán az 1753-as dátum olvasható. A 19. században a védőfolyosókat eltávolították. A szentély védemeletét 1821-ben lebontották, így a szentély jóval alacsonyabb a hajónál. 1854-ben lebontották az északi külső várfalat, 1882 körül pedig a délnyugati vártornyot. Nagyobb átépítéseket viszont nem végeztek a templomon, gyakorlatilag 16. századi formájában maradt fenn, ezért kiemelkedő építészeti jelentőséggel bír.
A 20. század második felében a szászok kivándoroltak, így a templom karbantartása elmaradt, az épület pedig romosodni kezdett. 2011-ben Peter Maffay brassói származású zenész támogatásával kijavították a tetőt és a beltér felújítását is megkezdték (a munkálatok közben régi freskókra is bukkantak), 2013-ban pedig újjáépítették a várfal egy részét, azonban a templom szerkezeti problémáit figyelmen kívül hagyták, annak ellenére, hogy azok már 2009 óta ismertek voltak. 2015-ben a tornyon repedés jelent meg, majd 2016. február 14-én a torony egy része leomlott. 2022-ben III. Károly brit király alapítványa vállalta magára a felújítást.

## Leírása
30 méter hosszú, 14 méter széles gótikus csarnoktemplom román stílusú hajófelosztással, nyugati részén elhelyezkedő tornya öt emeletes, toronysisak nélkül 14 méter magas. A szentély sokszöges záródású, gótikus hálóboltozat fedi, déli falában egy régi bejárat van. Fő bejárata a nyugati, gazdagon díszített bélletes kapu, amely a torony földszinti előcsarnokába vezet. Három harangja van, az első 1550-ből származik és 1880-ban újraöntötték, a másik kettő 1924-es dátumú.
A templom berendezésének legértékesebb darabja az 1533 körül készült, a gótika és a reneszánsz közötti átmeneti időszakból származó szárnyas oltár, mely hasonlóságot mutat Veit Stoss nürnbergi mester műveivel, és valószínűleg Stoss fiainak tulajdonítható, akik a 16. század elején Segesváron és Brassóban tevékenykedtek. Az oltár hétköznapi oldala Krisztus kínszenvedését ábrázolja, és a ciklus kialakításában Albrecht Dürer és Sebald Beham alkotásaihoz való hasonlóságok figyelhetők meg. Az ünnepi oldal bal szárnyán Keresztelő János, jobb szárnyán János apostol életéből vett jelenetek láthatók. A szárnyas oltárt 1998-ban ellopták, azonban később megtalálták (bár a hétköznapi oldal egy táblaképének végleg nyoma veszett) és 2002-ben a nagyszebeni Szent János-templomban (Johanniskirche) helyezték biztonságba, hasonlóan a sövénységi erődtemplom szárnyas oltárához. Hermann Fabini szerint ez az egyik legjobban megőrzött reformáció előtti erdélyi oltár.
A keresztelőkút késő gótikus stílusú. A barokk baldachinnal ellátott szószék becslések szerint 1715-ből származik, a padok a 18. századból (1826-ban részben megújították őket), az orgonát pedig a brassói Petrus Schneider készítette 1838-ban. A 21. század elejére az orgona rossz állapotba került, díszei leváltak, a bőrrészeket szétrágta a nyest. A 2016-os omlás után a brassói Fekete templomban helyezték biztonságba.
Ami az erődítményt illeti, az ovális, 55 × 35 méteres belső várfalat négy szögletes, kiugró torony védi (az ötödiket, a zwinger sarkán álló délnyugati tornyot 1882 körül lebontották). A várfal a déli és keleti részen megduplázódik, egy zwingert alkotva, a külső fal déli részén pedig még mindig látható egy támpilléreken nyugvó bástya. Az északnyugati torony, amelyet Plébániatoronynak (Pfarrturm) is neveznek, van a legjobb állapotban. Az erődített templomfal északkeleti részén áll a kapuépület, vasalt kapuszárnyakkal.

## Képek

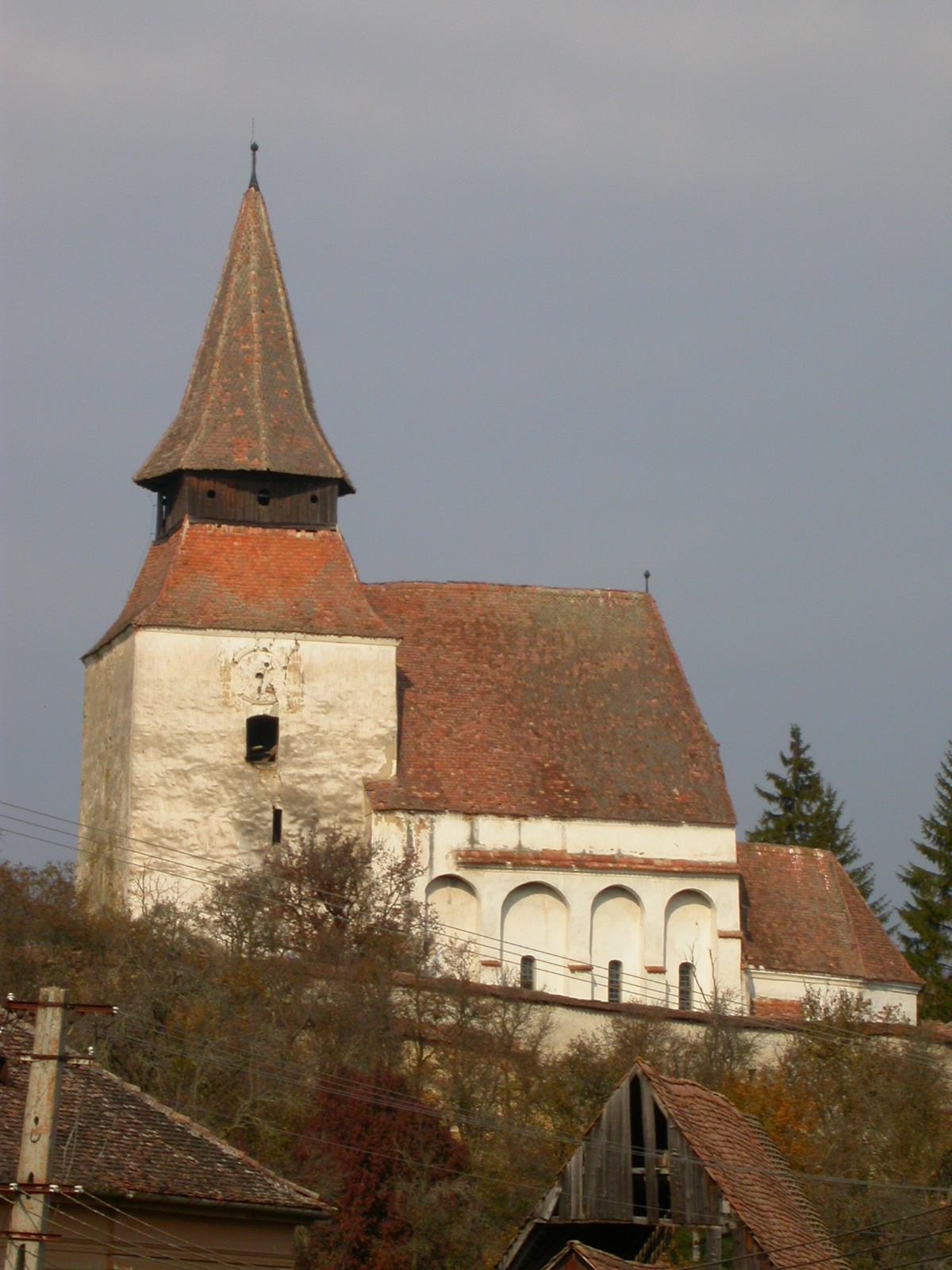
2006-ban
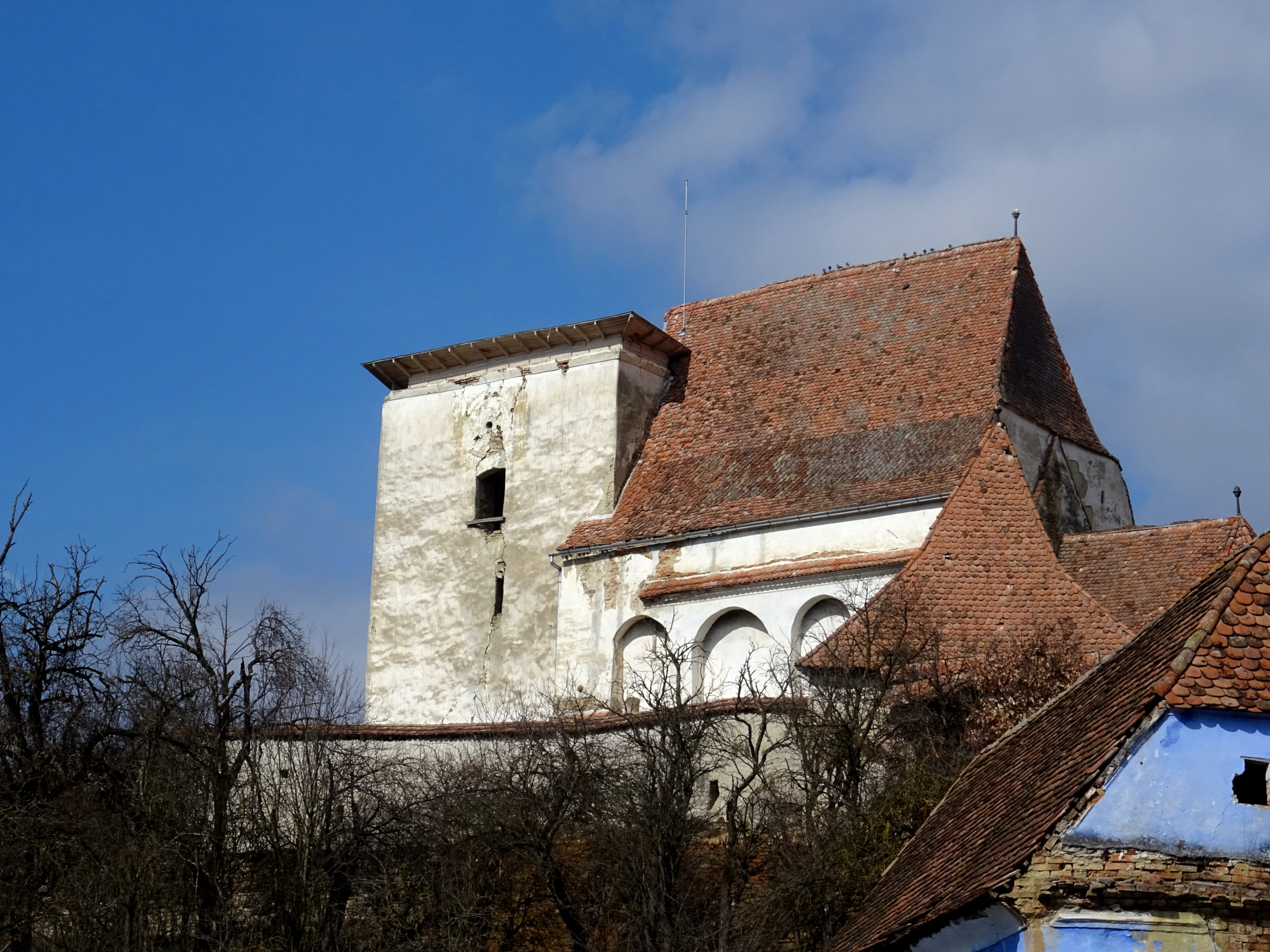
2023-ban
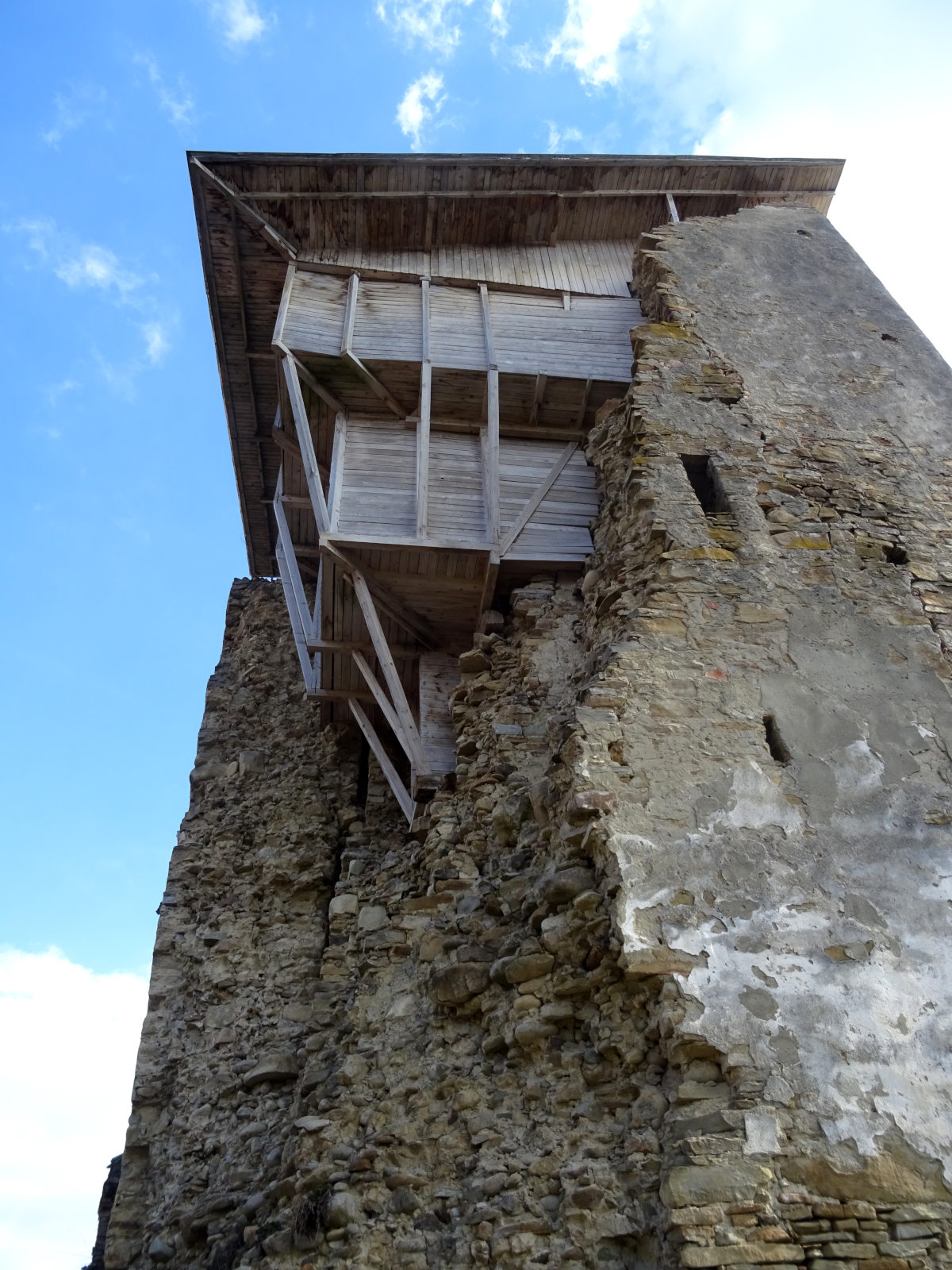
A részben leomlott torony
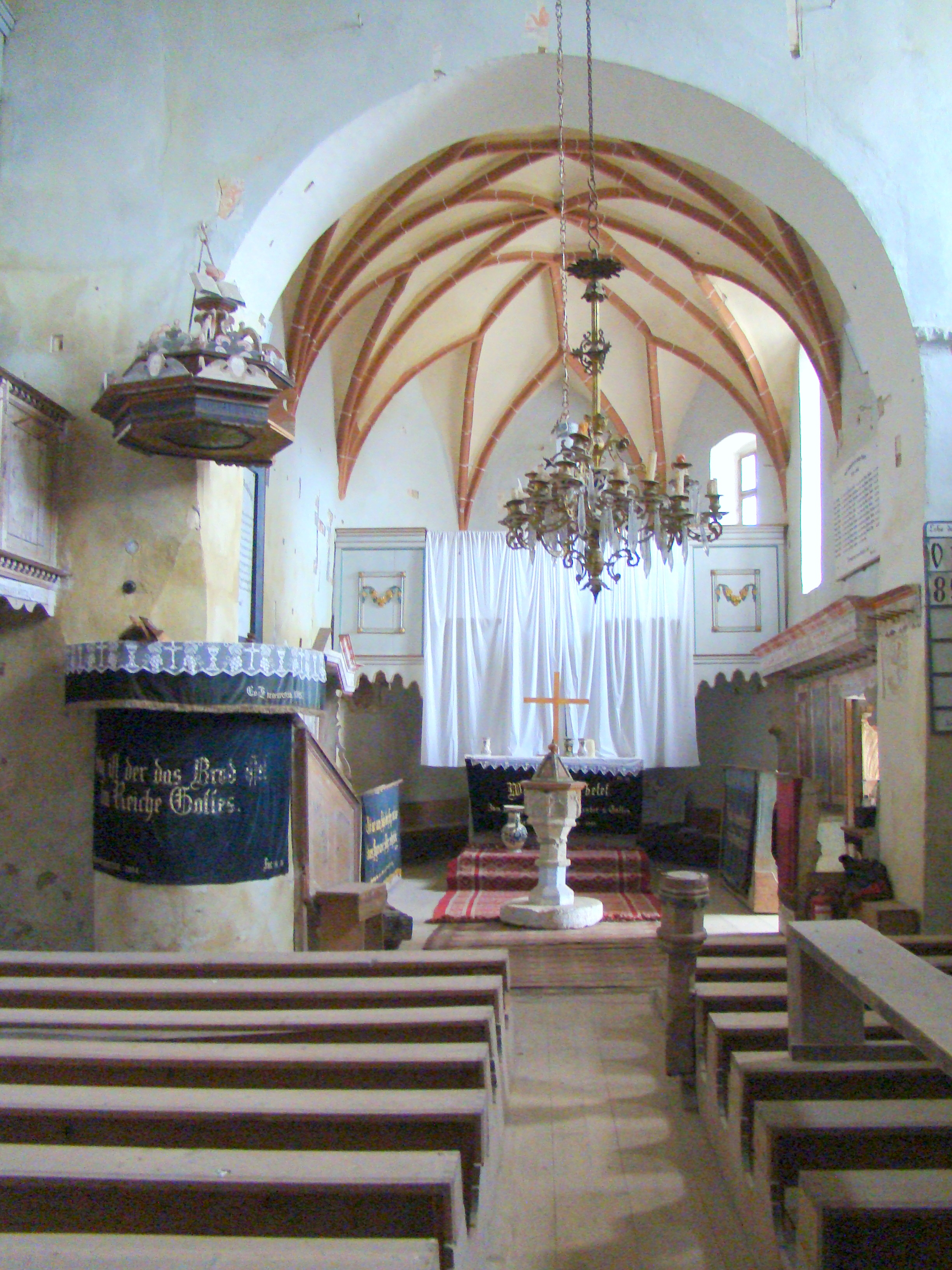
Beltér
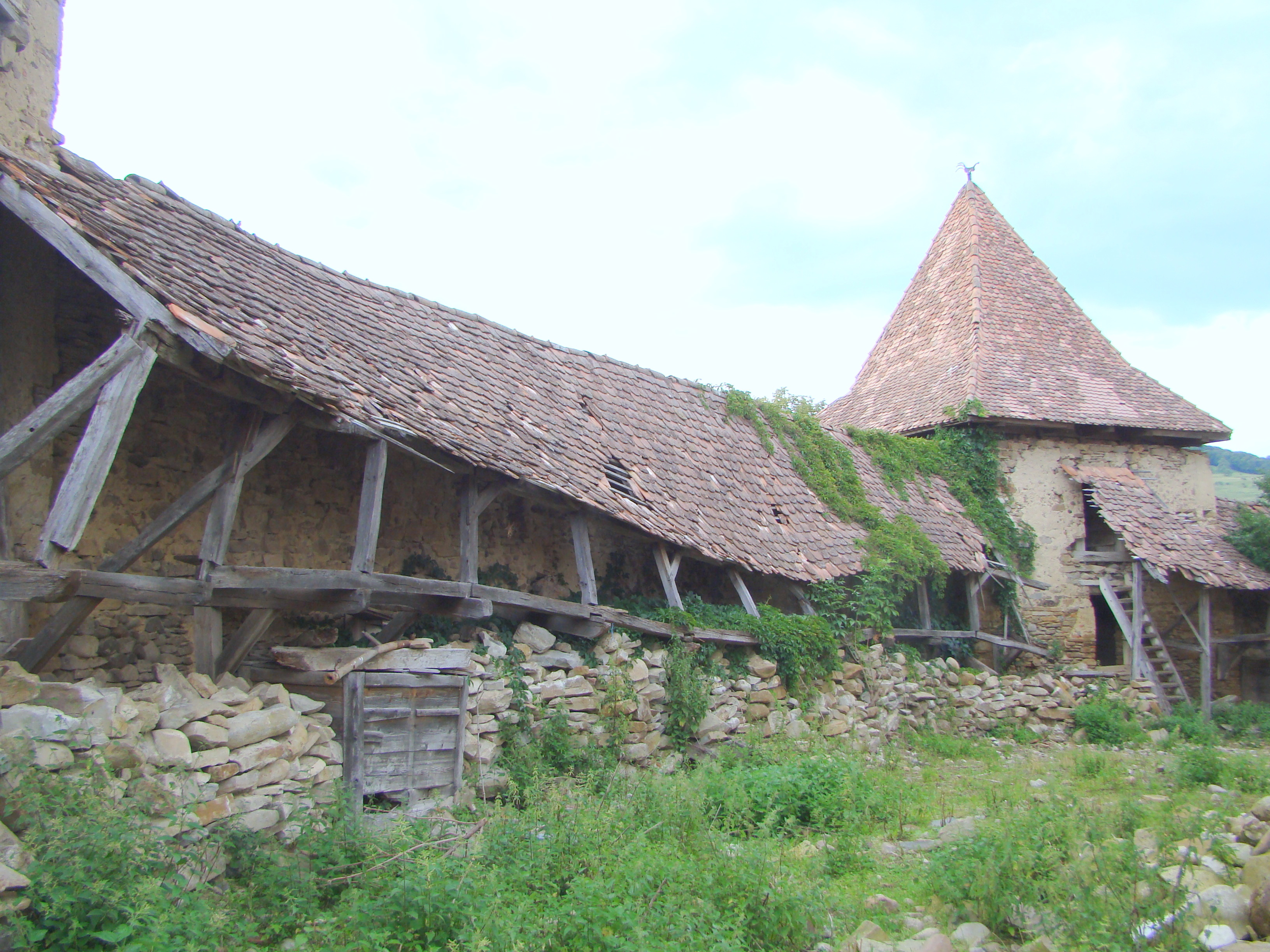
A templomerőd udvara